# 沖縄県道89号久米島空港真泊線
沖縄県道89号久米島空港真泊線（おきなわけんどう89ごう くめじまくうこうまどまりせん・主要地方道久米島空港真泊線）は、沖縄県島尻郡久米島町北原の久米島空港と宇根真泊の真泊港とを結ぶ主要地方道で、久米島の主要幹線道路である。

## 概要

### 区間
- 起点：島尻郡久米島町字北原（久米島空港・沖縄県道245号久米島一周線）
- 終点：島尻郡久米島町字宇根真泊（真泊港・沖縄県道245号久米島一周線）
- 総延長：15.7km（実延長も同じ）

### 通過自治体
- 島尻郡久米島町（久米島）

### 交差・重複路線
- 沖縄県道245号久米島一周線（起点・久米島町鳥島 - 儀間・宇根 - 終点）
- 沖縄県道242号宇根仲泊線（久米島町仲泊・宇根）
- 沖縄県道175号兼城港線（久米島町兼城）

### 主要施設
- 久米島空港（起点）
- 久米島町役場（仲里庁舎・久米島町比嘉、具志川庁舎・同町仲泊）
- 久米島町消防本部（久米島町嘉手苅）
- 久米島郵便局（久米島町儀間）
- 沖縄気象台久米島測候所（久米島町謝名堂）
- 真泊港（終点）

## 歴史
- 1953年（昭和28年）に琉球政府道久米島一周線が指定される（具志川仲泊 - 仲里比嘉 - 宇根 - 宇江城 - 具志川仲泊・現在の県道245号とは別ルート）。その後仲泊 - 久米島空港が久米島飛行場線、宇根 - 真泊港が真泊港線としてそれぞれ政府道に指定される。1972年（昭和47年）の本土復帰と同時に同じ路線名のまま県道となる（路線番号は久米島一周線が173、久米島飛行場線が174、真泊港線が176）。
- 1993年（平成5年）に久米島飛行場線と真泊港線の全線と（旧）久米島一周線の具志川村（現:久米島町）仲泊 - 仲里村（同）宇根の区間が現路線名として主要地方道に昇格した。